# V jak vendetta (komiks)
V jak vendetta (ang. V for Vendetta) – angielska seria komiksowa autorstwa Alana Moore’a (scenariusz) i Davida Lloyda (rysunki), rozgrywająca się w futurystycznej, totalitarnej Wielkiej Brytanii. Tajemniczy anarchista o pseudonimie „V” walczy z dyktatorskim rządem, kolejno eliminując jego członków.
Seria ukazywała się pierwotnie w latach 1982–1985 w angielskim czasopiśmie Warrior. w 1988 roku wznowiło ją i kontynuowało wydawnictwo DC Comics, publikując 10 epizodów. Następnie wydało je w formie powieści graficznej. Po polsku komiks ukazał się w 2003 roku nakładem wydawnictwa Post oraz zbiorczo w 2014 roku nakładem Egmont Polska w przekładzie Jacka Drewnowskiego.
Na podstawie serii w 2005 roku powstał film V jak vendetta.
Maska Guya Fawkesa wzorowana na filmowej została przyjęta jako symbol przez grupę aktywistów internetowych Anonymous.